# Pete Henry
Wilbur Francis Henry, detto Pete (Mansfield, 31 ottobre 1897 – Washington, Pennsylvania, 7 febbraio 1952), è stato un giocatore di football americano e allenatore di football americano statunitense nella National Football League (NFL) degli anni 20.
Lavorò inoltre per oltre 20 anni come direttore atletico e occasionalmente come allenatore di football al Washington & Jefferson College, la sua alma mater. È stato inserito nella Pro Football Hall of Fame nel 1963.

## Carriera professionistica
Henry firmò coi Bulldogs il 17 settembre 1920. Durante la stagione 1922 fu usato principalmente come offensive tackle a Canton a fianco di Link Lyman e Guy Chamberlin, facendo dei Bulldogs la prima forza dominante del football professionistico, con un record di 10–0–2.
Malgrado la sua stazza e le sue abilità nei blocchi, Henry fu anche considerato uno dei migliori placekicker della sua epoca. La statistiche sui calci erano grandemente imprecise alle'epoca, ma una statistica in quel caso accurata parla di un field goal da 45 yard segnato il 10 dicembre 1922 che stabilì un record NFL rimasto imbattuto per dodici anni. Molti affermano che sia Jim Thorpe che Paddy Driscoll avessero battuto quel record, entrambi con field goal supposti di 50 yard. Driscoll pare avesse calciato due field goal da 50 yard in una gara del 28 ottobre 1924. Questi dati però non sono verificabili. Henry fu inserito nella Pro Football Hall of Fame nel 1963, nella sua classe inaugurale.

## Palmarès
- (2) Campionati NFL (1922, 1923)
- Formazione ideale della NFL degli anni 1920
- Pro Football Hall of Fame